# Ethan Suplee

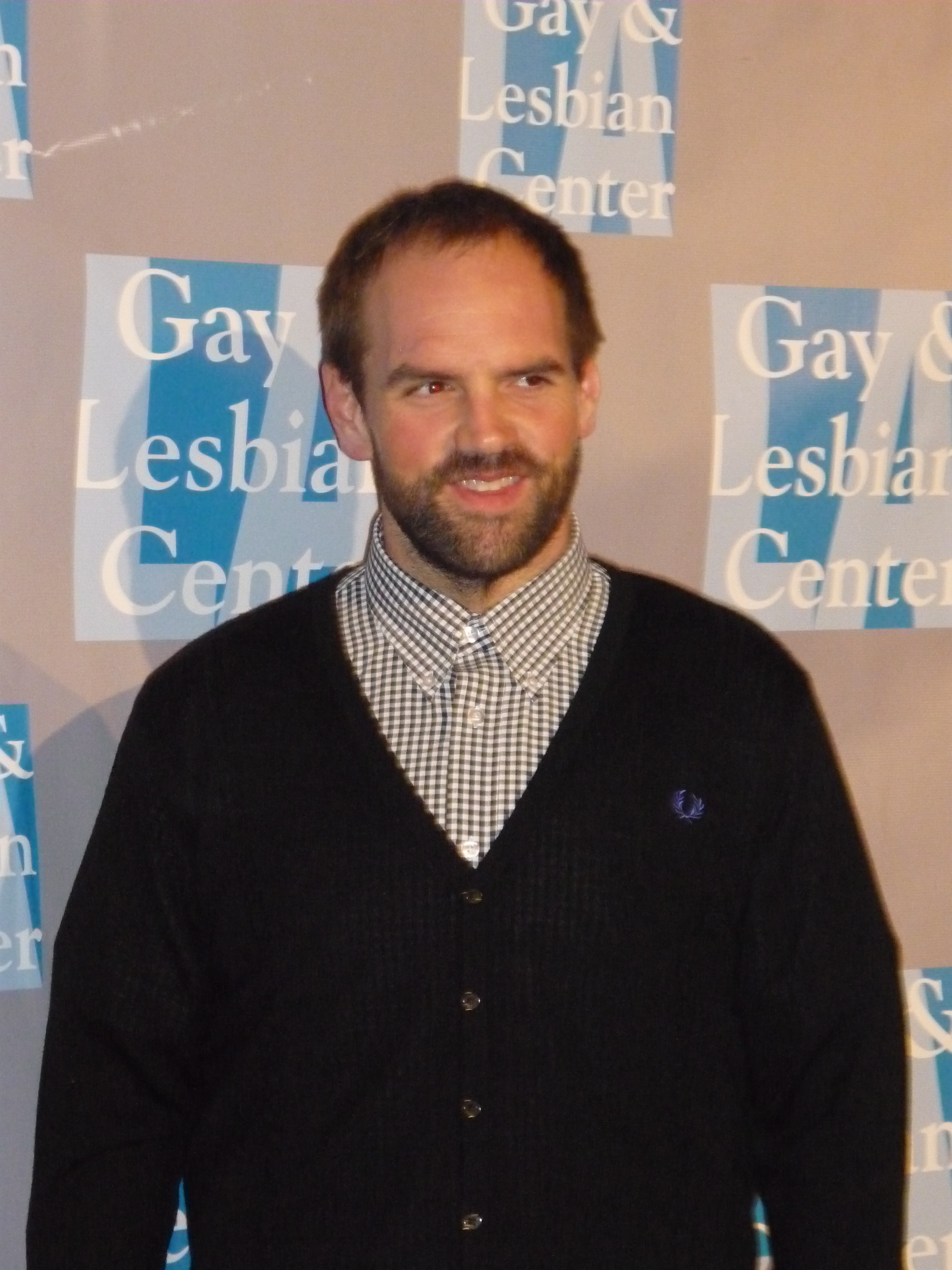
Ethan Suplee (2008)

Ethan Suplee (* 25. Mai 1976 in Manhattan, New York) ist ein US-amerikanischer Schauspieler.

## Biographie
Der gebürtige New Yorker wuchs in Los Angeles auf und gab im Alter von 18 Jahren sein Fernsehdebüt in der erfolgreichen Serie Das Leben und Ich (original: Boy Meets World). In drei Staffeln spielte er den zurückhaltenden Frankie.
Als Schlüsselrolle wird in seiner Karriere die Verkörperung des stupiden Rassisten Seth Ryan in Tony Kayes Film American History X (1998), aber auch die Rolle des jungen Footballspielers Lewis Lastik in Disneys Gegen jede Regel (2000) gesehen.
Seitdem ist Suplee regelmäßig in Kinoproduktionen zu sehen, häufig in Zusammenarbeit mit Regisseur Kevin Smith.
Von 2005 bis 2009 spielte er den beschränkten aber hilfsbereiten Bruder Randy in der erfolgreichen NBC-Sitcom My Name Is Earl an der Seite von Hauptdarsteller Jason Lee. 2014 spielte er in Mädelsabend – Nüchtern zu schüchtern neben Elizabeth Banks den Officer Daves. 2014 spielte er in Martin Scorseses The Wolf of Wall Street einen Weggefährten Jordan Belforts (dargestellt von Leonardo DiCaprio).

## Privatleben
Ethan Suplee ist Scientologe. Er ist mit Brandy Lewis verheiratet, der Schwester von Juliette Lewis, mit der er zwei Töchter hat. Suplee, der mit Mitte 20 ein Maximalgewicht von rund 240 Kilogramm (kg)  auf die Waage brachte, schaffte es mit Hilfe von Kraftsport und Ernährungsumstellung, sein Gewicht auf bis zu 99,8 kg (220 lb) und seinen Körperfettanteil auf unter 10 Prozent zu reduzieren. Zahlreiche Diäten, bei denen er eigenen Angaben nach mehr als 500 Kilogramm ab- und wieder zugenommen habe, hatten zuvor keinen langfristigen Erfolg gebracht. "Ich habe Jahrzehnte damit verbracht, mich durch Diäten an Leidenszeiten anzupassen. Es hat funktioniert. Ich erreichte mein Ziel - und machte es dann sehr schnell wieder zunichte. Die viel wichtigere Ebene ist für mich jetzt nicht die Zeit, in der ich leide, sondern die Zeit, in der ich mein Leben liebe", sagt er.

## Filmografie (Auswahl)
- 1994–1998: Das Leben und Ich (Boy Meets World, Fernsehserie)
- 1995: Mallrats
- 1997: Chasing Amy
- 1998: Desert Blue
- 1998: American History X
- 1999: Tyronne
- 1999: Dogma (Stimme des Golgothaners)
- 2000: Takedown
- 2000: Road Trip
- 2000: Gegen jede Regel (Remember the Titans)
- 2001: Blow
- 2001: Evolution
- 2001: Death Valley – Im Tal des Todes (Dante’s View)
- 2002: John Q – Verzweifelte Wut (John Q)
- 2002: Meine ersten zwanzig Millionen (The First $20 Million Is Always the Hardest)
- 2003: Unterwegs nach Cold Mountain (Cold Mountain)
- 2004: Butterfly Effect
- 2004: Trouble ohne Paddel (Without a Paddle)
- 2005–2009: My Name Is Earl (Fernsehserie)
- 2006: Art School Confidential
- 2006: Clerks 2 (Clerks II)
- 2006: The Fountain
- 2007: Mr. Woodcock
- 2008: Fanboys
- 2009: Brothers
- 2010: Unstoppable – Außer Kontrolle (Unstoppable)
- 2011: Wilfred (Fernsehserie)
- 2012: Rise of the Zombies (Fernsehfilm)
- 2012: Men at Work (Fernsehserie, Episode 1x02)
- 2013: Breakout
- 2013: The Wolf of Wall Street
- 2014: Mädelsabend – Nüchtern zu schüchtern (Walk of Shame)
- 2015: True Story – Spiel um Macht (True Story)
- 2016: Deepwater Horizon
- 2016: Chance (Fernsehserie)
- 2016–2020: The Ranch (Fernsehserie, 13 Episoden)
- 2017: Twin Peaks (Fernsehserie)
- 2019: Santa Clarita Diet (Fernsehserie, 6 Folgen)
- 2019: Motherless Brooklyn
- 2020: Gossamer Folds
- 2020: The Hunt
- 2022: Dog
- 2023: Blood for Dust
- 2023: God Is a Bullet

## Videospiele
- 2022: The Quarry (Rolle des Bobby Hackett)